# Paul Kennedy
Paul Michael Kennedy (Wallsend, Tyne and Wear, 17 de junio de 1945) es un historiador británico especializado en relaciones internacionales y en el concepto denominado grand strategy, publicando libros destacados sobre la historia de la política exterior británica y las luchas y el equilibrio entre potencias.

## Trayectoria
Tras cursar estudios en la St. Cuthbert's Grammar School de Newcastle upon Tyne, se graduó con honores de primera clase en Newcastle University y se doctoró en el St. Antony's College de la Universidad de Oxford, bajo la supervisión de A.J.P. Taylor y John Andrew Gallagher. Entró en el departamento de Historia de University of East Anglia en 1970, donde desarrolló su labor docente e investigadora hasta 1983. Visiting Fellow en el Institute for Advanced Study de la Universidad de Princeton y en la Alexander von Humboldt-Stiftung (Fundación Alexander von Humboldt, Bonn). En agosto de 2007 ocupó la cátedra Phillipe Roman de Historia y Asuntos Internacionales de la London School of Economics. Ocupa la cátedra J. Richardson Dilworth de historia británica en Yale University, donde también es director de estudios de seguridad internacional, impartiendo el curso de estudios de Grand Strategy junto con John Lewis Gaddis y Charles Hill.  
Su obra más divulgada, muy bien acogida entre los historiadores, The Rise and Fall of the Great Powers se ha traducido a 23 lenguas. En ella estudia la interacción entre economía y estrategia en los últimos quinientos años. A.J.P. Taylor la ha calificado como "una enciclopedia en sí misma", y Sir Michael Howard como "un libro profundamente humano en el mejor sentido de la palabra".
En 2006 publicó su obra The Parliament of Man, sobre el pasado y el futuro de las Naciones Unidas.
Pertenece al consejo editorial de numerosas revistas universitarias, y escribe para periódicos y revistas como The New York Times, The Atlantic y otros. Su columna mensual sobre asuntos internacionales se difunde por medios de todo el mundo a través de Los Angeles Times Syndicate/Tribune Media Services.

## Reconocimientos
Se le ha concedido la Orden del Imperio Británico en 2001 y es miembro de la British Academy desde 2003, así como de la Royal Historical Society. Fue condecorado con la Caird Medal del National Maritime Museum en 2005 por su contribución a la historia naval.

## Obra
- Engineers of Victory: The Problem Solvers Who Turned the Tide in the Second World War (2013) ISBN 978-1-4000-6761-9
- The Parliament of Man: The Past, Present, and Future of the United Nations (2006) ISBN 0-375-50165-7
- From War to Peace: Altered Strategic Landscapes in the Twentieth Century (2000) ISBN 0-300-08010-7
- Preparing for the Twenty-first Century (1993) ISBN 0-394-58443-0
- Grand Strategies in War and Peace (editor) (1991) ISBN 0-300-04944-7
- The Rise of the Anglo-German Antagonism, 1860-1914 (1988) ISBN 1-57392-301-X
- The Rise and Fall of the Great Powers: Economic Change and Military Conflict from 1500 to 2000 (1987) ISBN 0-394-54674-1
- The Rise and Fall of British Naval Mastery (1986) ISBN 1-57392-278-1 (2nd Ed. 2006) ISBN 1-59102-374-2
- Strategy and Diplomacy 1870-1945 (1983) ISBN 0-00-686165-2
- The Realities Behind Diplomacy: Background Influences on British External Policy 1865-1980 (1981)
- The Rise of the Anglo-German Antagonism 1860-1914 (1980)
- The Rise and Fall of British Naval Mastery (1976, paperback reissue 2001, 2004)
- The Samoan Tangle: A Study in Anglo-German-American Relations 1878-1900 (1974)
- Conquest: The Pacific War 1943-45 (1973)
- Pacific Onslaught 1941-43 (1972)

Traducidas al castellano
- Auge y caída de las grandes potencias. Barcelona: Plaza y Janés, 1992 ISBN 8478630007
- Hacía el siglo XXI. Barcelona: Plaza y Janés, 1995 ISBN 840145137X
- El parlamento de la Humanidad: historia de las Naciones Unidas. Barcelona: Debate, 2007 ISBN 9788483067376